# مریم کاظمی
مریم کاظمی (زادهٔ ۱ مرداد ۱۳۴۴) کارگردان، نویسنده و بازیگر تئاتر، سینما و تلویزیون اهل ایران است.

## زندگی هنری
مریم کاظمی در تهران متولد شد. او در سال ۱۳۶۵ از هنرکده آزاد هنرپیشگی تحت نظر مصطفی اسکویی فارغ‌التحصیل شد. پس از آن تحصیلات عالی خود را در دانشگاه تهران دنبال نمود و در سال ۱۳۷۲ مدرک کارگردانی و بازیگری را از دانشکده هنرهای زیبای دانشگاه تهران دریافت نمود. وی از سال ۱۳۷۹ تا کنون با تمرکز بر تئاتر کودک آثار متعددی را در این زمینه تولید و اجرا کرده‌است. او مؤسس و سرپرست «گروه تئاتر مستقل» می‌باشد و جوایز متعدد بازیگری، نویسندگی و طراحی از جشنواره‌های تئاتری و سینمایی را در پرونده هنری خود دارد. وی همچنین دوره کارگاه آموزش پانتومیم «ژاک لکوک زیر نظر فرانسوا لکوک و مارک پیرس، کارگاه‌های آموزشی مدیریت تئاتر توسط ویزیتینگ آرتز در ایران و کلاس‌های آموزشی مهین اسکویی (سیستم استانیسلاوسکی) را گذرانده‌است.
او در روز یکشنبه ۱۸ شهریور ۱۳۹۷ در پی حکم قضایی مبنی بر توقیف نمایش رؤیای شب تابستان به همراه سعید اسدی (مدیر تئاتر شهر) بازداشت شد.

## فعالیت‌های هنری
از جمله فعالیت‌های هنری مریم کاظمی می‌توان به موارد اشاره نمود: عضویت در هیئت مدیره انجمن بازیگران خانه تئاتر، عضویت در هیئت مدیره انجمن کارگردانان خانه تئاتر، نماینده انجمن بازیگران در شورای داوری خانه تئاتر، عضویت در انجمن بازیگران سینمای ایران، تدریس در دانشکده هنرهای زیبا دانشگاه تهران، دبیر بیست و چهار و بیست و پنجمین جشنواره بین‌المللی تئاتر کودک و نوجوان همدان

## آثار هنری

### بازیگری تئاتر
- مسیح هرگز نخواهد گریست نویسنده محمد چرمشیر کارگردان جمشید اسماعیل‌خانی ۱۳۶۶
- توراندخت نویسنده و کارگردان رضا کرم‌رضایی ۱۳۶۷
- سفارتخانه نویسنده اسلاومیر مروژک کارگردان فردوس کاویانی ۱۳۶۷–۱۳۶۸
- چکامه نخست نویسنده محمد چرم‌شیر کارگردان حسین عاطفی ۱۳۶۸
- ارکستر زنان آشویتس نویسنده و کارگردانآتیلا پسیانی» ۱۳۶۸
- سی مرغ، سیمرغ نویسنده و کارگردان قطب‌الدین صادقی ۱۳۶۹
- مرغ دریایی نویسنده آنتون چخوف کارگردان هما روستا ۱۳۷۱
- چمدان نویسنده و کارگردان فرهاد آئیش ۱۳۷۲
- ژاندارک درآتش نویسنده محمد رحمانیان کارگردان افسانه داغستانی ۱۳۷۲
- فاطمه عنبر نویسنده محمد چرم‌شیر کارگردان آتیلا پسیانی ۱۳۷۳
- ت مثل تئاتر نویسنده و کارگردان رضا فیاضی ۱۳۷۳
- پچ پچه نویسنده محمد چرم‌شیر کارگردان فاطمه نقوی ۱۳۷۷
- برف سبز نویسنده و کارگردان آتیلا پسیانی ۱۳۷۷
- ساز سحر آمیز نویسنده محمد چرم‌شیر کارگردان ستاره پسیانی» ۱۳۷۷
- لباس باشکوه حاکم نویسنده و کارگردان رضا فیاضی ۱۳۷۷
- رستخیز نویسنده محمد چرم‌شیر کارگردان آتیلا پسیانی ۱۳۷۸
- درد دل با سگ نویسنده و کارگردان آتیلا پسیانی (براساس داستانهای کوتاه آنتوان چخوف) ۱۳۷۹
- برج عقرب نویسنده محمد چرم‌شیر ۱۳۷۹
- تکه‌ای از گفتار… نویسنده میلاد اکبرنژاد[۹] کارگردان مهری حسینی ۱۳۸۱
- خواب در فنجان خالی نویسنده نغمه ثمینی کارگردان کیومرث مرادی ۱۳۸۲
- خرد دور شد کارگردان عزت‌الله مهرآوران و پرستو گلستانی ۱۳۸۴
- عشق فرزانه گشت» هفته بزرگداشت فردوسی
- در جستجوی مروارید (بهروز بقایی، ژاله شعاری) نمایشنامه‌خوانی ۱۳۸۴
- گوشه نشینان آلتونا نویسنده ژان-پل سارتر کارگردان مریم معترف ۱۳۸۵
- شب بخیر جناب کنت و کاکتوس نویسنده اکبر رادی کارگردان معصومه تقی‌پور فستیوال ایرانیان کلن ۱۳۸۵
- کشمشی در آفتاب (تئاتر تلویزیونی) کارگردان احمد آسوده ۱۳۸۵
- مسیر عشق» کارگردان بیژن شکرریز ۱۳۸۷
- منجی در صبح نمناک (نمایشنامه خوانی) کارگردان شکرخدا گودرزی ۱۳۸۸

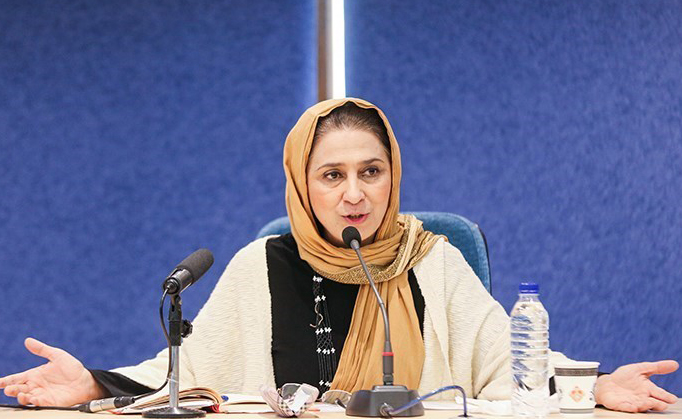
مریم کاظمی - نشست خبری تئاتر کودک و نوجوان ۳۰ مهر ۱۳۹۶

### کارگردانی تئاتر
- خوابگردها (کارگردان و بازیگر) نویسنده حسین پناهی ۱۳۷۰[۱۰]
- شهود (کارگردان و بازیگر) نویسنده محمد چرم‌شیر ۱۳۷۷
- برج عقرب نویسنده محمد چرم‌شیر (تقدیر شده جشنواره عروسکی) ۱۳۷۹[۱۱]
- ملودی ورشو نویسنده لئونید زورین ۱۳۸۱[۱۲]
- سه زن چاق آنتیب - نمایشنامه خوانی، نویسنده سامرست موآم ۱۳۸۲
- خواتین پنج قلعه - نمایشنامه خوانی، براساس «زنان تروا» نوشته آتیلا پسیانی ۱۳۸۲
- گردونه نویسنده فرامرز طالبی ۱۳۸۳[۱۳]
- خواتین پنج قلعه نویسنده آتیلا پسیانی (تئاترشهر، تالار سایه) ۱۳۸۴ ـ (جشنواره عروسکی) ۱۳۸۳
- حسن سنتوری نویسنده معصومه تقی پور دبی ۱۳۸۵
- دیوها و آدم‌ها (نویسنده و کارگردان) ۱۳۸۳ و ۱۳۸۵[۱۴]
- از لس آنجلس تا بم نویسنده حمیدرضا هدایتی
- خطر مجسمه عبید جدی است (کارگردان و بازیگر) نویسنده عزت‌الله مهرآوران ۱۳۹۰[۱۵]
- آدم بلا، دیو ناقلا (نویسنده و کارگردان) ۱۳۹۰[۱۶]
- خاله مرجان و خروس (نویسنده، کارگردان و بازیگر) ۱۳۹۲[۱۷]
- کلوچه دارچینی (کارگردان و بازیگر) نویسنده دیوید وود ترجمه سیدحسین فدایی حسین ۱۳۹۳[۱۸]
- رام کردن زن سرکش نویسنده ویلیام شکسپیر ترجمه کوروش اسداللهی ۱۳۹۴[۱۹]
- شاهزاده خانم بدترکیب (کارگردان و بازیگر) نویسنده اوراند هریس ترجمه «حسین فدایی» ۱۳۹۵[۲۰]
- ماه پیشونی (نویسنده، کارگردان و بازیگر) ۱۳۹۵[۲۱]
- غول بزرگ مهربان (کارگردان و بازیگر) نویسنده دیوید وود ترجمه «حسین فدایی حسین» ۱۳۹۵ و ۱۳۹۷[۲۲]
- یک پنجمک (نویسنده و کارگردان) - شامل ۳ نمایش هم راه: «سه بچه خرس»، «قورباغه خوشگل» و «این ما هستیم» ۱۳۹۶[۲۳]
- خسیس نویسنده مولیر ۱۳۹۶[۲۴] و ۱۳۹۷[۲۵]
- رؤیای شب تابستان (ترجمه، طراحی و کارگردانی) نویسنده ویلیام شکسپیر ۱۳۹۷[۲۶] (توقیف شد)[۲۷]
- ساعت هشت در کشتی [۲۸]

### بازیگری تلویزیون
- فیلم «زندگی» کارگردان «مهدی ارجمند (فیلم هشت میلیمتری) ۱۳۶۴
- مجموعه طنز کارگردان «رسول نجفیان» شبکه ۱۳۶۹
- مثل یک لبخند کارگردان «رسول نجفیان (فیلم ۱۶ میلیمتری) ۱۳۷۰
- گل کل و بلبل کارگردان «اردلان خردمند» ۷۳–۱۳۷۲
- کلاه قرمزی» کارگردان «ایرج طهماسب (شبکه ۱ روز جهانی کودک) ۱۳۷۲
- جای خالی دریا کارگردان «هوشنگ توکلی» ۷۴–۱۳۷۳
- سرودهای شاپرک (نویسنده) به کارگردانی «بهرام کیانفر» و «مریم کاظمی» ۱۳۷۵
- سریال تلویزیونی «سلام کوچولو» کارگردان «رضا ژیان»۱۳۷۷[۲۹]
- سریال تلویزیونی «این زمینی‌ها نویسنده و کارگردان «مسعود شامحمدی» ۱۳۷۹[۳۰]
- سریال تلویزیونی «گروه هفت» به کارگردانی «فریال بهزاد» ۸۰–۱۳۷۹[۳۱]
- سریال تلویزیونی «مزه خوب کودکی۱» به کارگردانی «مسعود شا محمدی» ۱۳۸۰[۳۲]
- سریال تلویزیونی «دیروز، امروز، فردا» به کارگردانی «مسعود شا محمدی» ۱۳۸۲[۳۳]
- سریال تلویزیونی «و خداوند عشق را آفرید» به کارگردانی «مسعود شامحمدی» ۱۳۸۴[۳۴]
- فیلم نیمه بلند «وقتی حسین آمد (نویسنده) جشنواره دفاع مقدس، بخش قلم طلایی ۱۳۸۴[۳۵]
- فیلم کوتاه «می‌ترسم، پس دروغ می‌گویم» به کارگردانی «تهمینه میلانی» به سفارش یونیسف ۱۳۸۵[۳۶]
- فیلم تلویزیونی «از کوچه‌های باران» به کارگردانی «سیدمجید موسویان» ۱۳۸۸[۳۷]
- سریال تلویزیونی «بچه هاب بهشت (چهارسوق خاطره) به کارگردانی «خسرو معصومی» ۸۸–۱۳۸۷[۳۸][۳۹]
- فیلم تلویزیونی «ماهرخ (بازیگردان) به کارگردانی «حمیدرضا حافظی» ۱۳۸۸[۴۰]
- فیلم تلویزیونی «چند پله بالاتر» به کارگردانی «اسفندیار شهیدی» ۱۳۸۹[۴۱]
- سریال شمس العماره شبکه دو سیما
- برنامه تلویزیونی «فیتیله عیدا تعطیله (نویسنده به همراه ساغر مختاری) به کارگردانی «محمد مسلمی» ۱۳۹۲[۴۲]
- سریال تلویزیونی «ماه و پلنگ» به کارگردانی «احمد امینی» ۱۳۹۵[۴۳]
- سریال تلویزیونی «یحیی (شکوه یک زندگی) به کارگردانی «رضا بهشتی» ۱۳۹۵[۴۴][۴۵]
- سریال تلویزیونی  «از سر نوشت (فصل ١) به کارگردانی  «محمدرضا خردمندان» ١٣٩٨
- سریال تلویزیونی  «از سر نوشت (فصل ٣) به کارگردانی  «محمدرضا خردمندان» ١٣٩٩
- سریال تلویزیونی  «هم سایه» به کارگردانی  «محمدحسین غضنفری» ١۴٠٠
- سریال تلویزیونی «غریبه» به کارگردانی «سروش محمدزاده» ۱۴۰۳

### فیلم سینمایی
- جاده عشق» به کارگردانی «رجب محمدین» ۱۳۷۲[۴۶]
- بزرگ، خیلی بزرگ» به کارگردانی «فرزین مهدی‌پور» ۱۳۷۵[۴۷]
- مرد کوچک» به کارگردانی «ابراهیم فروزش» ۱۳۷۶[۴۸][۴۹]
- نیمه پنهان» به کارگردانی «تهمینه میلانی» ۸۰–۱۳۷۹[۵۰]
- خورشید» به کارگردانی «فرهاد سلیمانی» ۱۳۸۴
- مسیر عشق (مسافر کربلا) به کارگردانی «بیژن شکرریز» ۱۳۸۷[۵۱]
- جامه‌دران» به کارگردانی «حمید رضا قطبی ۱۳۹۳[۵۲]

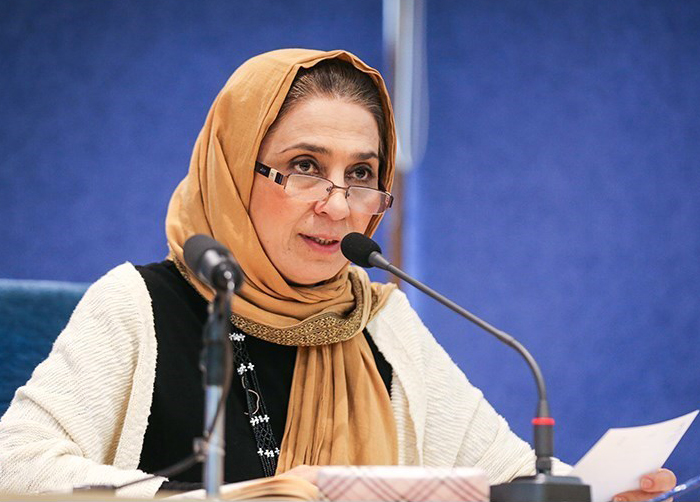
مریم کاظمی - نشست خبری تئاتر کودک و نوجوان ۳۰ مهر ۱۳۹۶

## جوایز
- تقدیر در جشنواره سیما «سرودهای شاپرک» برنامه کودک شبکه۱ ۱۳۷۵
- نامزد بهترین نقش اول زن برای فیلم سینمایی «مرد کوچک» دومین جشن بزرگ سینمای ایران ۱۳۷۷[۵۳]
- کتاب زرین جشنواره رشد (دفتر فیلم امروز) خرید حقوق پخش در مدارس و دانشگاه‌ها از طرف مرکز تکنولوژی آموزشی
- دیپلم افتخار و تندیس بیست و یکمین جشنواره سراسری تئاتر فجر برای کارگردانی نمایش «ملودی ورشو» ۱۳۸۱[۵۴]
- جایزه بهترین کارگردانی سوم برای نمایش «گردونه» چهارمین جشنواره تئاتر بانوان (جشنواره کوثر) ۱۳۸۳[۵۵]
- جایزه فیلمنامه دوم برای نوشتن فیلمنامه فیلم نیمه بلند «وقتی حسین آمد» از دهمین دوره جشنواره بین‌المللی فیلم مقاومت، بخش قلم طلایی ۱۳۸۴[۵۶]
- نامزد بهترین نقش مکمل زن برای فیلم سینمایی «جامه‌دران» از هجدهمین جشن بزرگ سینمای ایران ۱۳۹۵[۵۷]
- جایزه بهترین بازیگر زن برای فیلم سینمایی «جامه‌دران» از جشنواره فیلم «عصر» ترکیه ۱۳۹۵[۵۸][۵۹]
- نامزد بهترین نمایشنامه‌نویس برای نمایش «رؤیای ماه» در جشن انجمن تئاتر کودک و نوجوان ۱۳۹۷[۶۰]

## بازداشت
مریم کاظمی در روز یکشنبه ۱۸ شهریور ۱۳۹۷ در پی حکم قضایی مبنی بر توقیف نمایش «رؤیای شب تابستان» به همراه «سعید اسدی (مدیر تئاتر شهر) به دادسرای فرهنگ و رسانه احضار و بازداشت شد. علت این بازداشت٬ پخش تیزر بدون مجوز و محتوای تیزر نمایش «رؤیای شب تابستان» در شبکه‌های مجازی عنوان شد.
پس از آن اعلام شد برای آزادی این دو هنرمند وثیقه ۶ میلیاردی تعیین شده‌است که با تودیع وثیقه دوشنبه شب (۱۹ شهریور ۱۳۹۷) به همراه «سعید اسدی» آزاد شد.
به دنبال این اتفاق، خانه تئاتر ایران با انتشار بیانیه ای بازداشت هنرمندان تئاتر را محکوم کرد. در بخشی از این بیانیه که با «ما معترضیم!» آغاز شده، آمده‌است:
چرا یکی از بانوان هنرمند و شریف تئاتر، با سابقه‌ی روشن و قابل دفاعش چند شبانه روز باید در بازداشت به سر ببرد؟ ...
آقایان  روزهای سختی بر اهالی فرهنگ و هنر می‌گذرد؛ اگر التیام‌بخش دردهایشان نیستید؛ لطفاً بر مشکلات‌شان نیفزایید. خانه‌ی تئاتر ایران، ضمن محکوم کردن این اتفاق نامبارک و تلخ، از سوی هزاران جانِ آگاه، عاشق و دغدغه‌مند تئاتر، خواستار رفع هرگونه بازداشت، اتهام و توهینی به کرامت عزیزان خویش است.— خانه تئاتر ایران، روابط عمومی خانه تئاتر ایران